# 2027年世界盃籃球賽
2027年世界盃籃球賽（英語：2027 FIBA Basketball World Cup）為第20屆FIBA男子世界盃籃球賽，此是2019年實施新制度後的第3屆賽事。本屆賽事欧洲、美洲各洲最好成绩前2名球隊，亚洲、大洋洲、非洲各洲的最好成绩球队及2028年夏季奧林匹克運動會主辦國美国(共8隊)將獲得在洛杉矶舉行的奧運會比賽資格。

## 主辦權
2023年4月28日，國際籃總在菲律賓馬尼拉舉行的中央委員會會議上宣布卡達將主辦2027年世界盃。

## 外部連結
- 官方网站